# Parc Al-Azhar
Pour les articles homonymes, voir Al-Azhar.

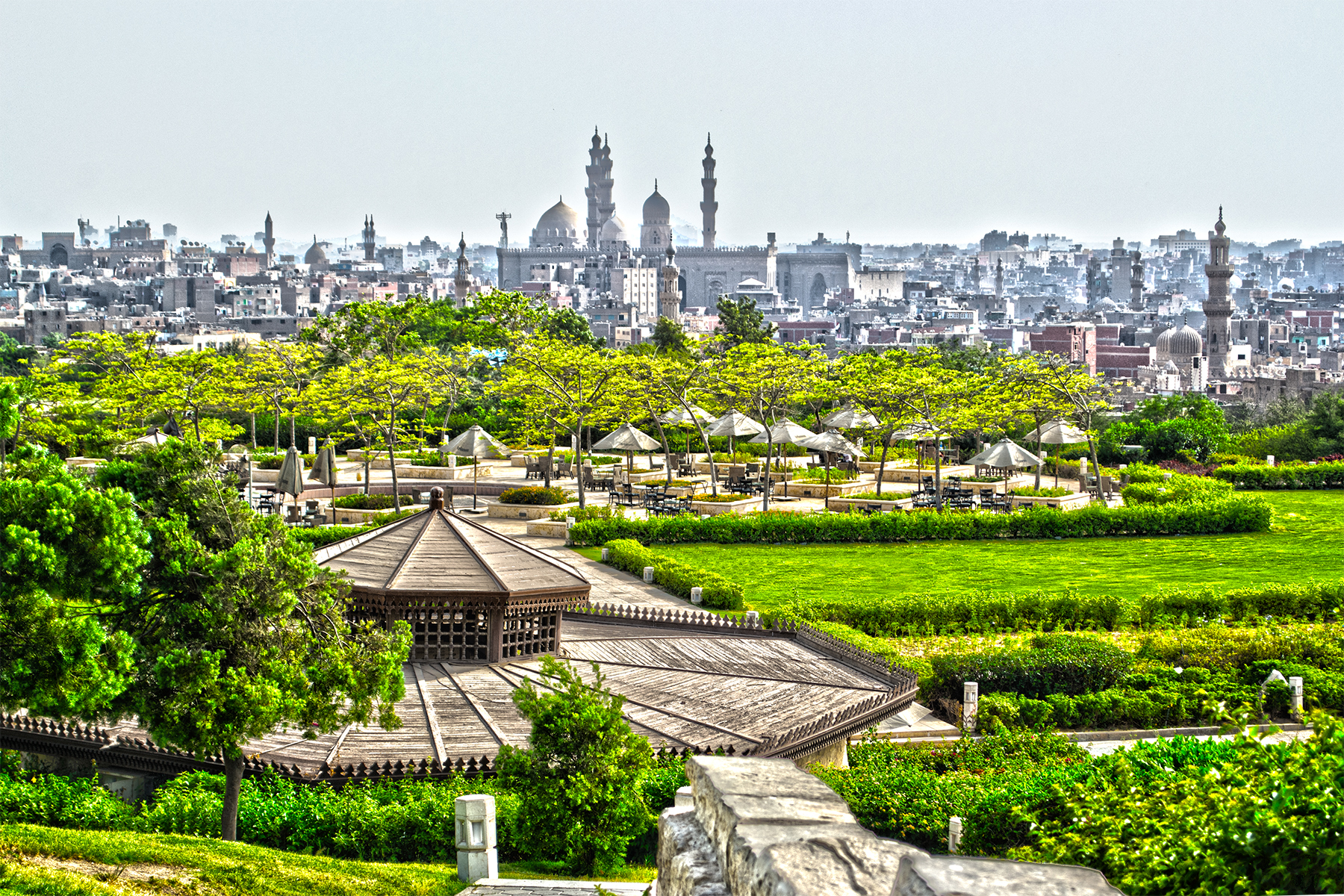
Vue des jardins du parc.

Le parc Al-Azhar (en anglais : Al-Azhar Park) est le parc le plus récent du Caire, situé dans le centre historique de la ville. 
Ce jardin était autrefois un terrain vague où étaient déversées les ordures de la capitale égyptienne. Financé par l'Aga Khan IV,, il a ouvert ses portes en mars 2005. Le parc offre une profusion de palmiers royaux, de manguiers, d'acacias ou de bougainvillées, des parterres fleuris et des pelouses.
Il est situé juste au nord de la citadelle de Saladin et s'étend sur 30 hectares (74 acres).

## Sources
- (en) « Article: Rescuing Cairo's Lost Heritage - Islamica Magazine, Issue 15, 2006 » [archive du 26 octobre 2006] (consulté le 6 décembre 2006)
- (en) « Aga Khan and Madame Mubarak Inaugurate Cairo's Al-Azhar Park - AKDN, March 25, 2005 » [archive du 6 décembre 2006] (consulté le 6 décembre 2006)